# Cordylus warreni
Cordylus warreni är en ödleart som beskrevs av  George Albert Boulenger 1908. Cordylus warreni ingår i släktet Cordylus och familjen gördelsvansar.

## Underarter
Arten delas in i följande underarter:
- C. w. warreni
- C. w. barbertonensis
- C. w. breyeri
- C. w. depressus
- C. w. laevigatus
- C. w. mossambicus
- C. w. perkoensis
- C. w. regius
- C. w. vandami